# 폴 랑주뱅
폴 랑주뱅(프랑스어: Paul Langevin, IPA: [pɔl lɑ̃ʒvɛ̃], 1872년 1월 23일 ~ 1946년 12월 19일)은 프랑스의 물리학자다. 유한 온도에서의 동역학을 나타내는 랑주뱅 방정식을 제안하였다.
파리에서 태어났고, ESPCI(파리 공업 물리·화학 대학교)와 에콜 노르말 쉬페리외르에서 공부하였다. 그 뒤 케임브리지 대학교의 캐번디시 연구소(Cavendish Laboratory)에서 연구하였다. 그 뒤 파리 대학교로 돌아가, 피에르 퀴리 아래서 1902년에 박사 학위를 수여받았다. 1904년 콜레주 드 프랑스의 물리학 교수가 되었으며, 1926년에 ESPCI의 총장이 되었다. 1934년에는 프랑스 과학 아카데미의 회원으로 선출되었다.
랑주뱅은 프랑스 공산당의 회원이었다. 프랑스가 나치 독일에 점령당하고 이내 그 괴뢰 정권인 비시 프랑스가 들어서자, 랑주뱅은 나치를 강하게 비난하였고, 이 때문에 모든 교직에서 해임당하였다. 그러나 1944년에 프랑스가 해방된 뒤 다시 복직하였고, 1946년에 사망하였다. 팡테옹에서 다른 유명한 과학자들과 같이 묻혀 있다.

## 같이 보기
- 보른 좌표계
- 랑주뱅 동역학
- 브릴루앵 함수와 랑주뱅 함수
- 솔베이 회의
- 브라운 운동
- 특수 상대성이론